# Daredevil (Marvel Comics)
Daredevil je izmišljen superheroj koji se pojavljuje u američkim stripovima koje je objavio Marvel Comics. Daredevil je stvorio pisac Stan Lee i umjetnik Bill Everett. Lik se prvi put pojavio u Daredevil # 1 (travanj 1964). Utjecajno djelo pisca / umjetnika Frank Millera na naslovu početkom osamdesetih godina cementiralo je lik kao popularan i utjecajni dio Marvel Universea. Daredevil je poznat po takvim epitetima kao što su "Čovjek bez straha" i "Devil Hell's Kitchen".
Daredevilova podrijetla pripovijeda da se, dok živi u povijesno krvavoj ili kriminalnoj, radničkoj irskoj-američkoj četvrti Hell's Kitchen u New Yorku, Matthew Michael Murdock (poznatiji kao Matt Murdock) zaslijepljen je radioaktivnom supstancom koja pada iz kamionom, nakon što čovjek gura čovjeka na sigurnost nadolazećeg vozila. Dok više ne može vidjeti, radioaktivna ekspozicija povećava preostala osjetila koja nadilaze normalnu ljudsku sposobnost i daje mu "radarski smisao". Njegov otac, boksač po imenu Jack Murdock, podržava ga kako raste, no kasnije ga ubijaju gangsteri nakon što je odbio predati borbu. Nakon što je nosio žuti i tamno crveni kostim (kasnije sve tamno crveno), Matt traži osvetu protiv očevih ubojica kao superheroja Daredevil, boreći se protiv svojih mnogih neprijatelja, uključujući Bullseye i Kingpin. On je također postao odvjetnik nakon što je diplomirao s Columbia Law School sa svojim najboljim prijateljem i sustanarom, Franklin "Foggy" Nelson.
Daredevil se od tada pojavio u raznim oblicima medija, uključujući nekoliko animiranih serija, videoigara i robe. Lik je prvi put prikazan u živoj akciji Rexa Smitha u televizijskom filmu The Trial of the Incredible Hulk 1989. Igrao ga je Ben Affleck u filmu Daredevil 2003. godine, a prikazao ga je Charlie Cox u produkcijama Daredevil i The Defenders na Marvel televiziji za MCU.